# Усть-Калманська сільська рада
Усть-Калма́нська сільська рада (рос. Усть-Калманский сельский совет) — сільське поселення у складі Усть-Калманського району Алтайського краю Росії.
Адміністративний центр — село Усть-Калманка.

## Населення
Населення — 6521 особа (2019; 6586 в 2010, 7027 у 2002).

## Склад
До складу сільської ради входять:
| Населений пункт     | Населення, осіб (2002) | Населення, осіб (2010) |
| ------------------- | ---------------------- | ---------------------- |
| Новий Чариш, селище | 315                    | 215                    |
| Усть-Калманка, село | 6712                   | 6371                   |